# Huawei Y9 2019
Huawei Y9 2019 — фаблет середнього рівня із серії «Y», розроблений Huawei. Був представлений 1 жовтня 2018 року. В Китаї смартфон продавався під назвою Huawei Enjoy 9 Plus.

## Дизайн
Передня панель виконана зі скла, а рамка і задня панель — з глянцевого пластику.
Знизу знаходяться 3,5 мм аудіороз'єм, мікрофон, роз'єм microUSB та динамік, а зверху — другий мікрофон. Зліва розміщений слот під 2 SIM-картки і карту пам'яті або під 1 SIM-картку і карту пам'яті залежно від моделі Y9 2019 та тільки під 2 SIM-картки і карту пам'яті в Enjoy 9 Plus. Справа розміщені гойдалка регулювання гучності і текстурована кнопка блокування. Сканер відбитків пальців розташований на задній панелі.
Huawei Y9 2019 продавався в 3 кольорах: Midnight Black (чорний), Sapphire Blue (блакитний) та Aurora Purple (пурпурово-синій градієнт). Huawei Enjoy 9 Plus також має 4 рожевий варіант кольору під назвою Sakura Powder.

## Технічні характеристики

### Апаратне забезпечення
Смартфони отримали процесор HiSilicon Kirin 710 з графічним процесором Mali-G51 MP4. Huawei Y9 2019 продавався в конфігураціях 3/64, 4/64, 4/128 та 6/128 ГБ, а Enjoy 9 Plus — 4/64, 4/128 та 6/128 ГБ. Об'єм сховища можна розширити картою пам'яті формату microSD до 256 ГБ.
Акумуляторна батарея отримала об'єм 4000 мА·год.
Екран IPS LCD, 6,5", Full HD+ (2340 × 1080) зі щільністю пікселів 396 ppi, співвідношенням сторін 19,5:9 та вирізом під два об'єктиви передньої камери.
Моделі отримали основну подвійну камеру з головним об'єктивом на 13 Мп з діафрагмою f/1.8 і фазовим автофокусом та сенсором глибини на 2 Мп з діафрагмою f/2.4. Також смартфони отримали подвійну фронтальну камеру з головним об'єктивом на 16 Мп з діафрагмою f/2.0 та сенсором глибини на 2 Мп з діафрагмою f/2.4. Основна та фронтальна камери вміють записувати відео в роздільній здатності 1080p@30fps.

### Програмне забезпечення
Смартфони були випущені на EMUI 8.2 на базі Android 8.1 Oreo. Y9 2019 був оновлений до та були оновлені до EMUI 9.1 на базі Android 9 Pie, а Enjoy 9 Plus — до HarmonyOS 2.0.